# Steen van Palermo

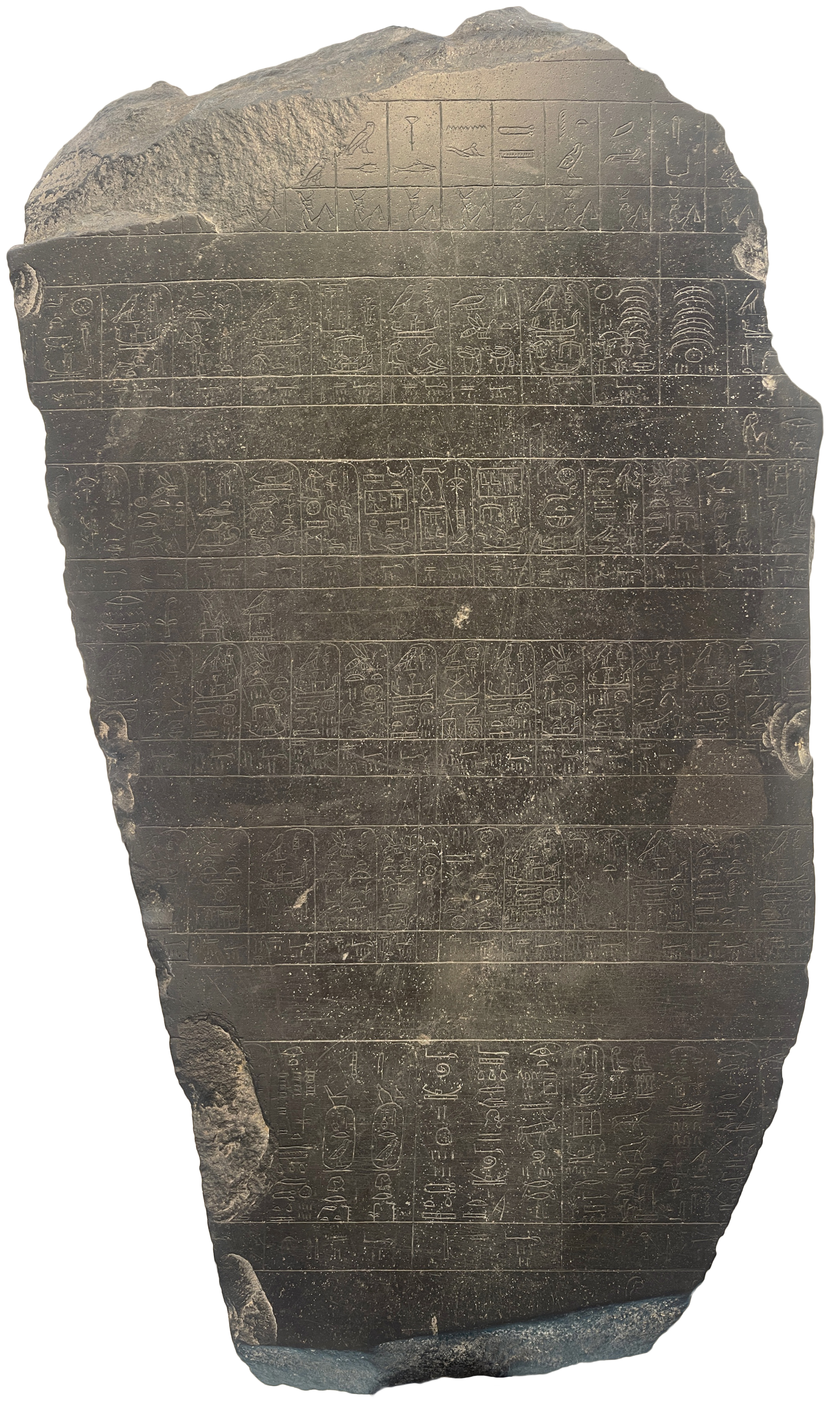

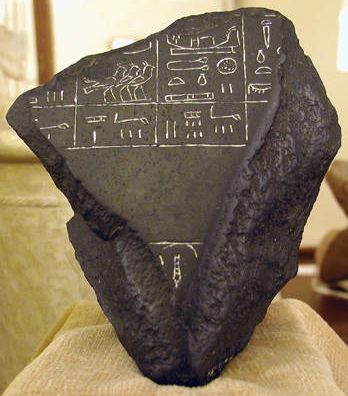

De Steen van Palermo is een belangrijke archeologische vondst uit het oude Egypte.

## De annalensteen
De steen is het belangrijkste brokstuk van wat ooit een groter geheel vormde en gemeenzaam de Annalensteen wordt genoemd. Het brokstuk bevond zich in privébezit tot het in 1877 afgestaan werd aan het Museo Archeologico van Palermo. Andere brokstukken van deze steen (of van een kopie ervan) bevinden zich onder andere in Caïro en Londen. Over de echtheid van deze brokstukken wordt al bijna een eeuw lang gediscussieerd. De Annalensteen is een sleuteldocument voor de studie van het Oude Rijk.

## Reconstructie
De reconstructie van de Annalensteen heeft een aanvang genomen in het begin van de 20e eeuw door Édouard Naville. Kort hierop gevolgd door Schäfer, Sethe en Borchardt voor het Palermo-fragment en Gauthier en Daressy voor de Caïro-fragmenten. Petrie en Breasted hebben eveneens aan reconstructie bijgedragen. Kaiser toonde in 1961 aan dat de legende over een aantal koningen die Egypte regeerden voor Menes gebaseerd was op waarheid. Hierdoor leverde hij een bijdrage tot de oplossing van het probleem om de namen van de latere koningslijsten (Manetho) te verzoenen met de namen op de monumenten uit de vroeg-dynastische periode en hierbij maakte hij een reconstructie van de Annalensteen evenals Barta en Helck. Een zeer plausibele reconstructie van de hand van Vittorio Giustolisi is vrijwel onbekend gebleven. 
Een mathematische reconstructie werd begonnen door Borchardt en heeft als recentste bijdrage het werk van Patrick O'Mara.

## Fysieke aspecten en datering
De annalensteen was vervaardigd uit een blok olivijnbasalt. De steen van Palermo meet 43cm bij 25cm. Zowel de voorkant als de achterkant van het object zijn beschreven. Op de voorkant zijn nog zes registers tekst (plus het restant van een zevende) te zien. Elk register is ingedeeld in drie horizontale banden. Op de annalensteen staan de jaarnamen van de Egyptische koningen vanaf het begin tot en met de 5e dynastie van Egypte. Op de voorzijde stonden de jaarnamen van de Egyptische koningen vanaf het begin tot en met de vijfde dynastie.
Het is onbekend wanneer de Annalensteen vervaardigd werd. Sommigen denken dat dit gebeurde onmiddellijk na de vijfde dynastie. Op de voorzijde stonden de jaarnamen van alle koningen van de predynastische periode, ook wel de "nulde" dynastie genoemd, tot en met deze van koning Bicheris, de 5e koning van de vierde dynastie. Deze opsomming ging verder op de achterzijde, te beginnen met koning Mykerinos, de zesde koning van de vierde dynastie, om te eindigen bij de laatste jaarnaam van koning Neferefre, de vijfde koning van de vijfde dynastie.

## Betekenis en gebruik
Het is zonder meer duidelijk dat de annalensteen gemaakt werd voor administratieve doeleinden. Hij werd waarschijnlijk gebruikt door de centrale regering die over een middel moest beschikken om de opeenvolging van de regeringsjaren van de diverse koningen vast te leggen. 
Naast de Annalensteen werden heel wat "yearlabels" – kleine pakketjes waarop slechts één jaarnaam staat – gevonden. Een jaarnaam vermeldt een belangrijk feit uit een regeringsjaar van een bepaalde koning. Voor ieder regeringsjaar bestaat een jaarnaam. Deze labels werden jaarlijks gemaakt en door de centrale regering verspreid over de nomen, waar ze konden worden gebruikt om documenten te dateren. In Mesopotamië ging men op dezelfde manier te werk. De gebeurtenissen die in de jaarnamen op de Palermosteen vermeld staan zijn hoofdzakelijk van religieuze, militaire en bestuurlijke aard.